# Savon Sanomat Areena

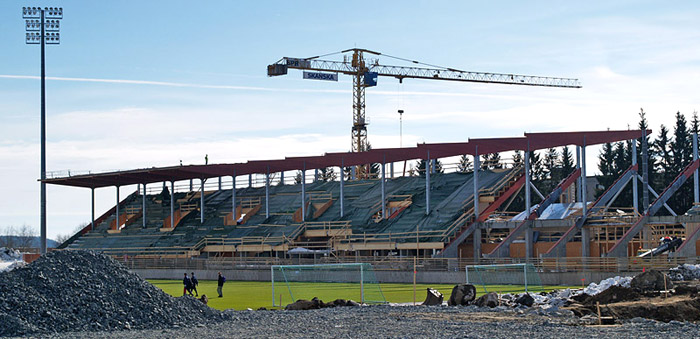
Kuopion keskuskenttä under renovering.

Savon Sanomat Areena (tidigare Kuopion keskuskenttä och Magnum-areena) (inofficiellt på svenska: Kuopio centralplan), är en fotbollsarena i närheten av Kuopio centrum.

## Kapacitet
Kuopion keskuskenttä har:
- 2 700 sittplatser
- 2 000 ståplatser

## Evenemang på Kuopion keskuskenttä

### Självständighetsdagens parad 2010
2010 startade självständighetsdagens parad i Kuopio.